# Romnalda
Romnalda là một chi thực vật có hoa trong họ Asparagaceae.

## Danh sách loài
- Romnalda grallata[2]
- Romnalda ophiopogonoides
- Romnalda papuana[3]
- Romnalda strobilacea[4]